# Caladenia robinsonii
Caladenia robinsonii là một loài thực vật có hoa trong họ Lan. Loài này được G.W.Carr mô tả khoa học đầu tiên năm 1991.